# セイラーンの三連祭壇画
『セイラーンの三連祭壇画』（セイラーンのさんれんさいだんが、蘭: Seilern-drieluik, 英: Seilern Triptych）として知られる『キリストの埋葬』（蘭: , 英: The Entombment）は、北方ルネサンス期の初期フランドル派の画家ロベルト・カンピンが1410年から1415年、あるいは1420年から1425年ごろに制作した絵画である。油彩。ロベルト・カンピンの2点知られている三連祭壇画のうち最も古いもので、外側の翼の板絵は失われている。本作品は受難週の典礼に関連する図像である、キリストの受難の出来事を詳細に描いている。板絵に描かれた物語は左から右に展開し、キリストの受難のサイクルの3つの段階である、磔刑、埋葬、そして復活を描いている。
カンピンは北方ルネッサンスの初期の創始者の1人であり、油絵具の革新的な使用のために、生前から名声を得て成功したが、初期および近世にはほとんど忘れられていた。しかし19世紀後半に再発見されて以来、15世紀の最も重要な宗教画家の1人と見なされている。カンピンの生涯は、当時は比較的よく記録されているが、本作品の発注に関する記録は現存しておらず、高さ60センチ・横幅48.9センチというサイズは教会の祭壇画として機能するにはあまりに小さい。とはいえ、現存する最古のフランドル絵画の1つである。
『セイラーンの三連祭壇画』の影響は、ロヒール・ファン・デル・ウェイデン（おそらくカンピンの工房で師事した）、ディルク・ボウツ、クエンティン・マサイス、ピーテル・パウル・ルーベンスなどの主要画家の作品に見られる。『セイラーンの三連祭壇画』という名称は、1978年に死去した前所有者であるアントワーヌ・セイラーン伯爵がコートールド研究所に遺贈したことにちなんで名づけられた。現在はロンドンのコートールド美術研究所に所蔵されている。

## 作品
三連祭壇画は教会の埋葬祭壇画か、比較的小型のサイズであるため、個人的な礼拝のために機能した可能性がある。外側には絵画はないが、もともとは存在した可能性がある。作品が教会で使用された場合、葬礼や教会の祝日などの特別な機会を除いて、両翼パネルは閉ざされていたと考えられる。
それぞれの板絵の金箔が施された背景には、キリストの血の象徴である背景を包み込ブドウの木とフサスグリが含まれている。中央パネルは二重アーチとなっている。板絵は『新約聖書』の物語にしたがって、左から順にキリストの磔刑、埋葬、復活が描かれている。各板絵は絵画空間の異なる部分を強調している。左翼パネルは前景と遠景、中央パネルは前景、右翼パネルは中景に焦点を当てている。板絵全体に統一的な要素がいくつかある。深みのある赤を強く使用したり、両翼パネルに犬がいるなどである。

### 左翼パネル
左翼パネルは磔刑の場面を描いている。遠景に3つの十字架が立っているが、中央の十字架には誰も架けられておらず、寄りかかった梯子によって十字架降下（キリストの遺体が十字架から降された）直後であることを示唆している。キリストの遺体が墓に埋葬された後も、左右の十字架に縛られた泥棒たちは生きたまま残され、苦しみながらぶら下がっている。風景はゴルゴタの丘の輪郭を描いているが、特に詳細ではなく遠景の見通しに欠けている。
前景でひざまずいて崇拝している男性はおそらく寄進者であり、演説の言葉を記したスクロールまたはバンデロールが唇から発せられている。寄進者は遮るものなしに場面に登場しており、当時では通常これは守護聖人である。寄進者が降下後の十字架の前に配置されるのは非常に珍しいことであるが、聖遺物である聖十字架に対する寄進者の信仰心を反映している可能性がある。彼は復活して勝ち誇ったキリストに関連する色である赤い衣服を肩に掛けている。

### 中央パネル

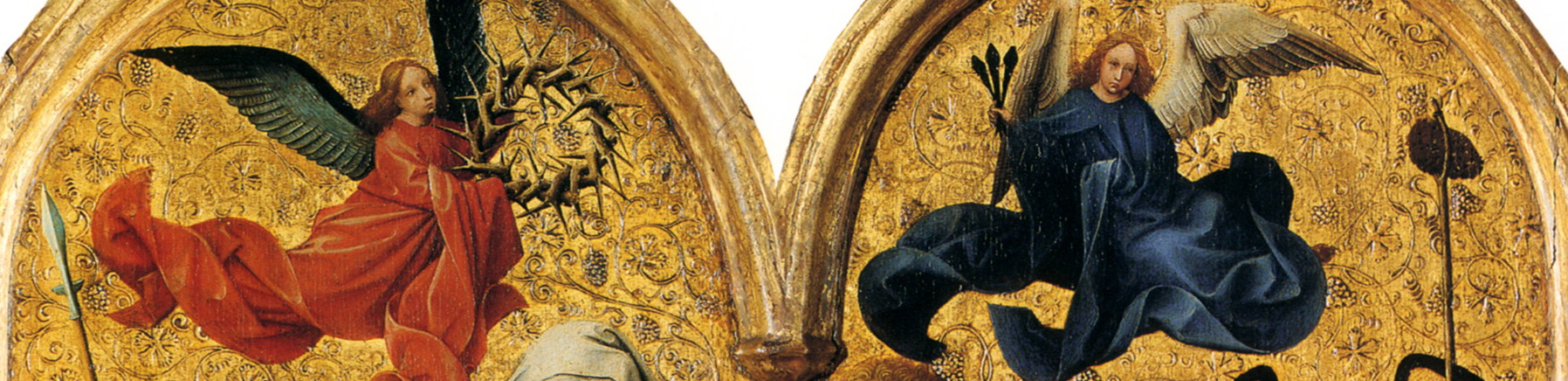
二重アーチの中央パネル上部に描かれた、受難の道具を持つ天使たち。

中央パネルの人物像は両翼よりも大幅に人の数が増え、より大きく、あるいはより立体的である。中央パネルは連続した空を区切る輪郭線で両翼パネルとつながっているが、中央パネルの縮尺と時間設定は、両翼の設定とは大きく異なる。縮尺は大幅に縮小され、人物はよりはるかにきつく密集して、鑑賞者に接近し、両翼よりもはるかに奥行きが浅く、あまり遠近の実感が少ない空間を場面に設定している。絵画空間での彼らの卓越性は時折、特にハールレム出身のオランダ人彫刻家クラウス・スリューテルによる、彫刻の同時流行と比較されることがある。

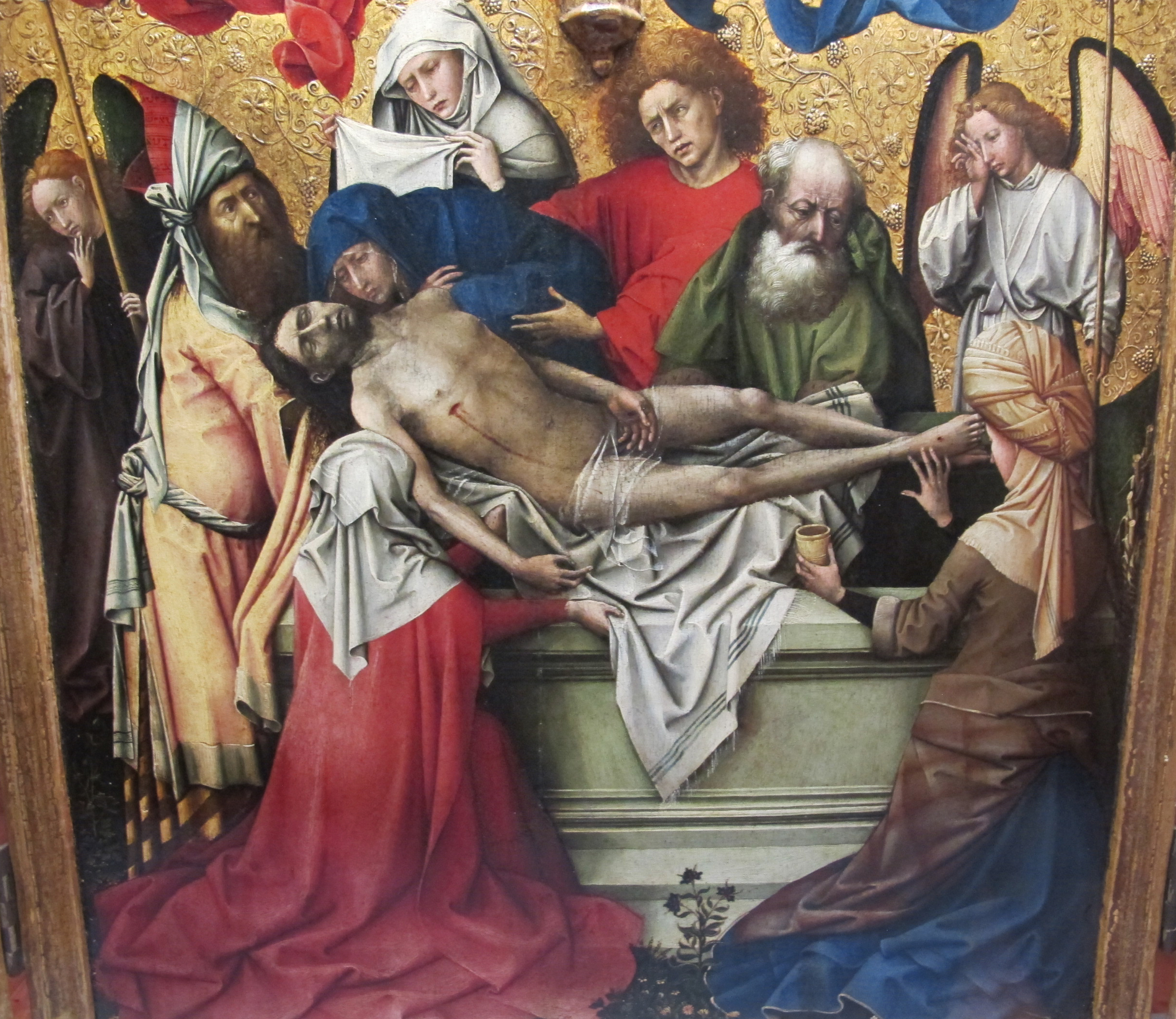
会葬者たち。

キリストの身体はぎこちなく、石棺の上部を覆う蓋石の上に持ち上げられている。このように、墓は美術史家シャーリー・ニールセン・ブラムが「死んだキリストの身体と血を支える祭壇」と表現したように配置されている。バーバラ・G・レインによれば「絶え間なく繰り返されるミサの執行司祭と犠牲の両方」となっている。会葬者は墓の周りに半円形に集まり、埋葬用の白布に包まれたキリストを悲しげに見つめている。彼らの中には、聖母マリア、茶色のあご髭を生やし、淡い黄色がかった衣服を着てキリストの頭を支えるアリマタヤのヨセフ、ニコデモ、聖母マリアを支える聖ヨハネ、青い服を着た聖ヴェロニカと思われるキリストの顔を含むヴェールを持った女性が含まれる。前景中央には塗油の儀式の象徴として、マグダラのマリアがキリストの足元で油を塗りつけている。
アリマタヤのヨセフとニコデモの描写は、初期フランドル派の画家メルキオール・ブルーデルラムの『キリストの神殿奉献とエジプトへの逃避』（De presentatie in de tempel en de vlucht naar Egypte）に似ている。強調されているキリストの身体を覆う埋葬用の白布は後の彫刻家ジャン・ミシェル（Jean Michel）とジョルジュ・ド・ラ・ソネット（Georges de la Sonnette, いずれもクラウス・スリューテルの弟子）の作品に見られるモチーフである。
飛翔する2人の天使および地上の人の天使は、磔刑を表す、釘、荊の冠など、受難の道具を運んでいる。墓の両側に立った2人の天使は喪に服している。画面右の酢を含ませた海綿を持った天使は、悲しみで顔から涙を拭っている。この天使はアルバとストラを含む司祭の典礼服を着ており、ミサを行おうとしていることを示している。画面右の天使は磔刑を暗示する槍を持ち、左翼パネルの寄進者に向かって下を向いており、物語と板絵を結びつけている。
中央パネルは同等のイタリア絵画、特にディジョンに運ばれたためカンピンが直接見た可能性がある、シモーネ・マルティーニの1334年ごろの『キリストの埋葬』（Entombment）と比較されることがある。

### 右翼パネル
右翼パネルはキリストの復活を示している。神が遣わした天使によって墓が開かれた後、キリストはその墓の上に立ち、手を上げて祝福するように聖十字架のシンボルを持っている。墓を守り、遺体が盗まれるのを防ぐため、ユダヤ属州総督ピラトから派遣された2人の兵士が前景の墓の下部にいる。

## ギャラリー

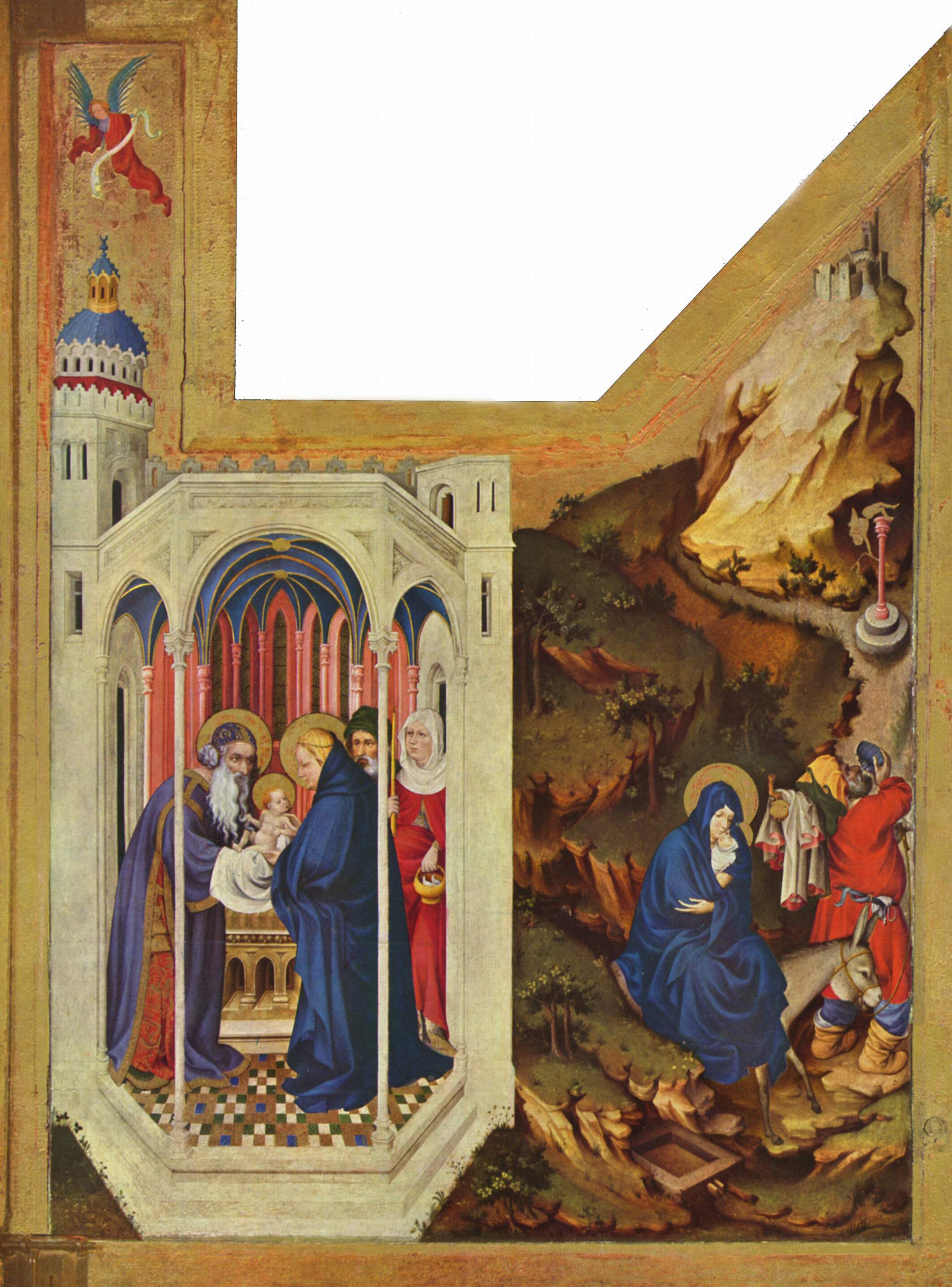
メルキオール・ブルーデルラム『キリストの神殿奉献とエジプトへの逃避』1398年 ディジョン美術館所蔵
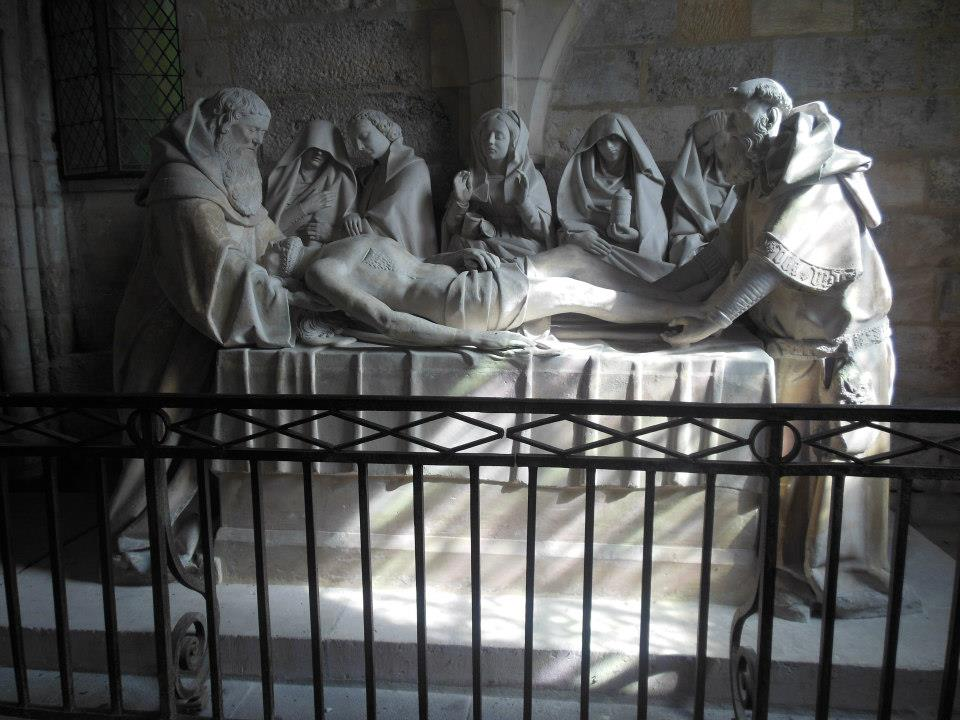
ジャン・ミシェルとジョルジュ・ド・ラ・ソネット『キリストの埋葬』1454年 オテル・デュ・ド・トネール（Hôtel-Dieu de Tonnerre）所蔵
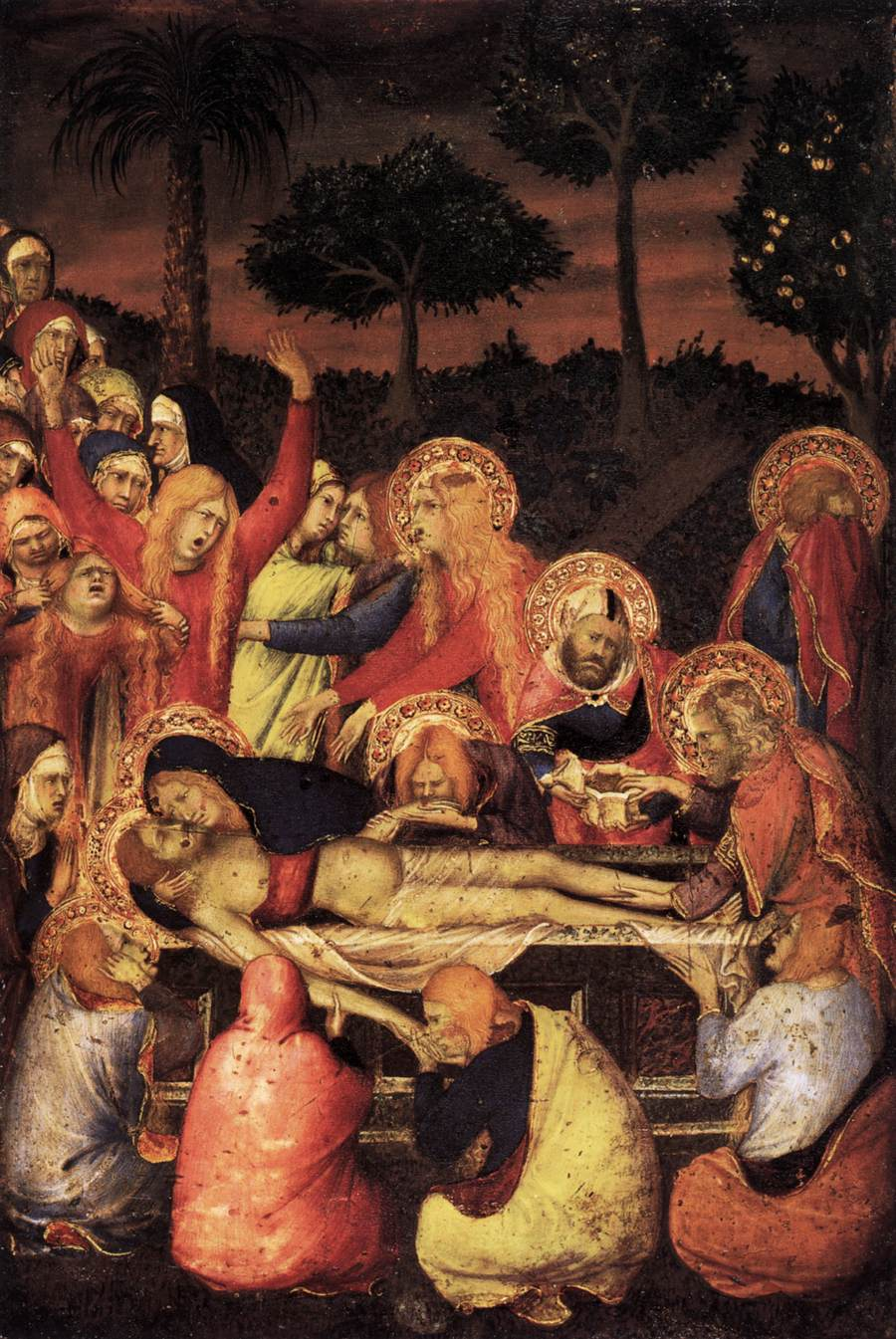
シモーネ・マルティーニ『キリストの埋葬』1334年ごろ ベルリン絵画館所蔵